# Haussa
|  | Per al poble vegeu hausses |

El haussa o hausa (o abakwariga, o habe, o haoussa, o kado, o mgbakpa, etc) és una llengua del grup occidental de les llengües txadianes, dins la família lingüística afroasiàtica. Es troba lligada al grup humà dels hausses.
El parlen uns 40 milions de persones: 25 com a primera llengua i 15 com a segona. És llengua oficial al nord de Nigèria i també es parla al Níger i països limítrofs i, com a llengua franca, en gran part de l'Àfrica occidental.
Com que els hausses es varen islamitzar en el segle xiv, la seva llengua s'escrivia tradicionalment amb una adaptació de l'alfabet àrab anomenada ajami, però des del segle xx hi predomina l'alfabet llatí adaptat (boko).

## Fonologia
El haussa té 25 sons consonàntics dels quals 5 són fets usant la glotis (glotalitzats).
Cadascuna de les 5 vocals pot tenir tres tons que, per escrit, s'indiquen amb accents.

## Distribució geogràfica i etnologia
Els hausses són els nadius que tenen la llengua haussa com a llengua materna. El seu territori abasta principalment part de Níger, el nord de Nigèria i parts del Txad. A més a més, el haussa també s'utilitza com a llengua d'intercanvi comercial en gran part d'Àfrica occidental (Benín, Ghana, Camerun, Togo, Costa d'Ivori, etc), Àfrica central (Txad, República Centreafricana, Guinea Equatorial) i el nord-oest del Sudan, sobretot entre els islàmics. Hi ha moltes estacions de ràdio en llengua haussa, entre les quals, la BBC, Ràdio França Internacional, Radio Xina Internacional, la Veu de Rússia, la Veu d'Amèrica, Deutsche Welle i la IRIB. També s'ensenya el haussa en moltes universitats d'arreu del món. A Nigèria, és una de les llengües més parlades juntament amb el ioruba i l'igbo, però a diferència de les anteriors és una llengua molt més internacional.
Segons el Joshua project, hi ha 24 grups humans que tenen la llengua haussa com a llengua materna i 3 que la tenen com a segona llengua.

### Nigèria
Segons l'Ethnologue, el 1991 hi havia 18.500.000 haussaparlants a Nigèria i segons el Joshua project n'hi ha 32.917.000. A més a més, l'Ethnologue comptabilitza que 15 milions de nigerians parlen el haussa com a segona llengua. El territori haussa de Nigèria està situat al centre-nord i al nord-oest del país i Kano n'és la ciutat principal.
A més a més dels hausses (27.807.000), a Nigèria, també tenen la llengua haussa com a llengua materna els buta-ningis (28.000), els toroobes (fulanis, 4.271.000), els hausses septentrionals (386.000), els kubis (2.500), els luris i els maguzawes (175.000). A més a més, els verres (Nigèria) i els buses parlen el haussa com a segona llengua.
A Nigèria, el haussa té l'estatus de llengua oficial provincial a la regió del nord del país i és utilitzat com a segona llengua en tot el nord del país.

#### El haussa com a segona llengua a Nigèria
El haussa és parlat com a segona llengua pels adares, els ahwais, els ajiyes, els alagos, els awaks, els ayus, els bacames, els bades, els balis, els bankals, els bates, els benes, els beroms, els billes, els bokos, els bokobarus, els bo-rukuls, els buses, els cakfem-musheres, els cares, els cicipus, els cishinginis, els c'leles, els dadiyes, els damakawes, els deres, els duguris, els dzes, els acipes orientals, els ebires, els eggons, els eloyis, els etkymans, els falis, els fyams, els ga'andes, els gbiri-niragus, els gejis, els gengles, els giiwos, els goemais, els gudes, els gwes, els gwamhi-wuris, els gwandares, els gyems, els hashes, els hones, els hwanes, els izores, els jares, els jibus, els kaans, els kams, els kamukus, els kibakus, els komes, els kpashams, els kugames, els kumbes, els kuteps, els kyangues, els labirs, els lala-robes, els longudes, els lopes, els mangas, els mbats, els mbois, els mbula-bwazzes, els miyes, els ndooles, els ngwabes, els nkyob-nindems, els ningyes, els ninzos, els numana-nunku-gbantu-numbus, els nya hubes, els nyamkpes, els nongs, els pangus, els peros, els piya-kwoncis, els rons, els samba dakes, els shama sambugues, els shangues, els shikis, els shoo-minda-nyes, els sorkos, els sukurs, els tangales, els temes, els teres, els tigon mbembes, els tsikimbes, els tsishinginis, els tsucubes, els tsuvadis, els tunzuiis, els tyaps, els ut-ma'ins, els wandales, els warjis, els yendangs, els yukubens, els zaris i els zeems.

### Benín
Segons l'Ethnologue, el 2006 hi havia 800.000 parlants de haussa a Benín i, segons el Joshua project, n'hi ha 1.104.000. Aquests viuen en diverses zones al nord del país, als departaments d'Atakora, d'Alibori, de Donga i de Borgou. En aquest país, és una llengua de comunicació de masses que s'utilitza al nord, en ciutats importants i ciutats mercat. A més a més, també és utilitzat com a segona llengua pels bokos i els mokoles.

### Burkina Faso
Segons l'Ethnologue, el 1991 hi havia 500 parlants de haussa a Burkina Faso i, segons el Joshua project, n'hi ha 2.600. Aquests viuen en zones disperses a la regió est del país, a les províncies de Gourma i de Tapoa.

### Camerun
Segons l'Ethnologue, el 1982 hi havia 23.500 haussaparlants al Camerun i, segons el Joshua project, n'hi ha 343.000. Els hausses del Camerun també parlen la llengua ncane i el haussa és utilitzat com a segona llengua pels cungs, els komes, els mambais, els naamis, els ncanes, els noones i els tigon mbembes.

### Txad
Segons l'Ethnologue, el 1985 hi havia 100.000 parlants de haussa al Txad i, segons el Joshua project, n'hi ha 232.000. El haussa és una llengua de comunicació de masses al nord del país, a on és utilitzat com a segona llengua per molts dels seus grups humans.

### Costa d'Ivori
Segons l'Ethnologue, 121.000 hausses (d'un total d'un milió de hausses) parlen la llengua haussa a Costa d'Ivori, sobretot a Abidjan. En aquest país, el haussa és una llengua desenvolupada.

### Ghana
A Ghana, el haussa és una llengua de comunicació de masses i s'utilitza com a segona llengua a tot el nord del país. Segons el Joshua project, en aquest país hi ha 249.000 parlants de hausssa. Els konkombes, els kusaals, els maasines fulfldes, els paassaals i els tumulungs sisaales la utilitzen com a segona llengua.

### Níger
Segons l'Ethnologue, el 2006 hi havia 5.460.000 parlants de haussa a Níger i, segons el Joshua project, n'hi ha 8.542.000. A més a més, segons aquesta base de dades de grups ètnics, els hauses mauris (676.000) també parlen el haussa com a llengua materna i els kanuris tumaris (74.000) la parlen com a segona llengua. El haussa és una llengua d'ús comú en moltes ciutats, sobretot al llarg de la frontera amb Nigèria. A Níger, és una llengua de comunicació de masses i funciona com la principal llengua de comerç del país. Els dialectes del haussa que es parlen a Níger són l'aderawa, l'arewa, el damagaran, el dawra, el gaya, el gobirawa, el katsina i el kurfey.
A Níger, el haussa és utilitzat com a segona llengua pels fulfuldes centre-orientals, els dazagues, els tagdals, els tassawaqs, els tayart tamajeqs i els tumari kanuris i s'ensenya en escoles d'educació primària.

### Sudan
Segons l'Ethnologue, el 2007 hi havia 80.000 hausses al Sudan, a Khartum, als estats del riu Nil, del Nil Blau, de Kordofan del Nord i a Kordofan del Sud, al llarg del Nil Blau. En aquest país, el haussa és una llengua desenvolupada i els adamawa fulfuldes la utilitzen com a segona llengua.

## Alguns aspectes gramaticals
- Els mots femenins, normalment, acaben amb a i els masculins amb una altra vocal: yarinya (noia) yaro (noi).
- Els temps verbals són diferents de les llengües europees, comprenen el completiu, continuatiu, futur (que no és totalment equivalent), subjuntiu, futur indefinit, habitual i imperatiu.

## Fragment de la declaració dels drets humans (article 1)
Su dai yan-adam, ana haifuwarsu ne duka yantattu, kuma kowannensu na da mutunci da hakkoki daidai da na kowa. Suna da hankali da tunani, saboda haka duk abin da za su aikata wa juna, ya kamata su yi shi a cikin yan-uwanci.
Traducció: Tots els éssers humans han nascut lliures i iguals en dignitat i drets. Estan proveïts de raciocini i consciència i poden actuar els uns amb els altres en un esperit de germanor.